# 年下の男
『年下の男』（とししたのおとこ）は、TBS系列の『カネボウ木曜劇場』枠（毎週木曜22:00 - 22:54で2003年1月9日から3月20日まで放送された日本のテレビドラマ。主演は稲森いずみ。
共演は賀集利樹・高橋克典・風吹ジュン・麻生祐未ら。脚本は内舘牧子。
キャッチコピーは、「底なしの幸福に堕ちたいんです。」。

## 概要
この作品のヒットを受け、翌年の2004年7月～9月期に同じ「稲森いずみ&高橋克典&TBS」かつ「高橋克典がバツイチ男役」でドラマ『バツ彼』（脚本：小松江里子）も制作された。
ソフト化はVHSのみで、DVDは発売されていない。
SMAPの中居正広がこのドラマの大ファンであることを公言している。（TBS「うたばん」2003年2月20日放送分より）

## あらすじ
30歳のOL・山口千華子（稲森）は、温かい家族に恵まれてはいるものの、仕事にやりがいを感じておらず、恋人もおらず、結婚の予定もない自分の生活に焦りと虚しさを感じている。そんな中、彼女は行きつけのスポーツジムで大人の雰囲気を醸し出す伊崎駿に出逢い、恋い焦がれる。しかし思い切ってアタックしたところ、「女は必要ない」と振られてしまいショックを受ける。
そんな千華子に、彼女の弟・卓の友人である謙吾が接近。初めは千華子に格別好意を持っているわけではなく、年上の女を落としてみたいという興味本位でしかなかった謙吾だが、次第に本気で彼女に惹かれていく。また千華子も優しく情熱的な謙吾を愛するようになる。しかし付き合いが深まるにしたがい、8歳の年の差は互いに遠慮と物足りなさを生む。
一方、千華子を振った伊崎は、いきつけの弁当屋で出逢った女性をひょんなことから食事に誘う。その女性とは千華子の母・花枝だった。伊崎は花枝の大らかな優しさ、屈託のなさに強烈に惹かれ、二人は許されない関係に堕ちる。
母が自分を振った相手との不倫に苦しんでいるとは知らず、また恋人が娘の恋した相手とは知らず、母と娘は同じ一人の男をめぐってそれぞれに苦悩する…。

## 登場人物

### 山口家
山口 千華子（やまぐち ちかこ）〈30〉
演 - 稲森いずみ
平凡なOL。仕事にやりがいを感じておらず、恋人もいない。人生に対して漠然と不安や孤独を抱いている。会社から直接家に帰るのが惨めなため、数年前からスポーツジムに通っているが、一番の理由は年上の男・伊崎駿に会うためであった。結婚を焦るあまり思い切って伊崎にプロポーズするも失恋。その寂しさを埋めるように弟・卓の友達の辻謙吾とふとしたキッカケで付き合い始める。伊崎と母・花枝の関係は知らない。
山口 花枝（やまぐち はなえ）〈51〉
演 - 風吹ジュン
勇一郎の妻で千華子と卓の母親。結婚して30年が経つが、娘と息子を大切にして夫・勇一郎との絆も固い。長年弁当屋でパートをしており、現在は店長の立場にある。明るく家庭的で趣味はパートの同僚と行く食べ放題。そんな彼女だったが弁当屋の客として出会った伊崎と突然恋に落ち、家族の方が大切だと分かっていながら、彼の強引な求愛に惹かれ逢瀬を重ねる。娘・千華子の想い人が伊崎であるとは夢にも思わない。
山口 勇一郎（やまぐち ゆういちろう）〈51〉
演 - 平田満
千華子と卓の父で花枝の夫。温厚で平凡なサラリーマンながらも家族のために一生懸命働いてきた。気楽で温かい家庭に満足している。不自然な花枝の態度にいち早く気づき疑念を抱くものの、子供達にも花枝にも告げず、胸にたたんで妻を見守っている。
山口 卓（やまぐち たく）〈22〉
演 - 山崎裕太
千華子の弟で謙吾の親友。同じ大学の亜沙美という恋人がいる。弁護士になるつもりで大学に通っていたが密かに中退し、自立のために植木職人の見習いとなっている。このことを知っているのは、謙吾と亜沙美のみ。姉・千華子と親友・謙吾の関係、母・花枝と伊崎に肉体関係があるのは知らない。

### 伊崎家
伊崎 駿（いさき しゅん）〈43〉
演 - 高橋克典
電柱広告の会社を営んでおり、暇を見つけて千華子が通うスポーツジムに行っている。次郎を原因とした離婚歴が1度あり、現在は独身で次郎と同居している。颯爽として色気もある大人の男。千華子から告白されるがきっぱり断る。弁当屋で働いている花枝とは客と店員としての顔見知りに過ぎなかったが、ある日偶然的にデートに誘ったことから関係を結び、付き合い始める。花枝が千華子の母だとは知らない。
岡崎 次郎（おかさき じろう）〈76〉
演 - 高橋昌也
伊崎の会社の会長。10歳にして両親を事故で亡くした伊崎を引き取り、養父となった（養子縁組はしていない）。伊崎と同居中。不治の病で余命2年と診断されるが本人には伏せられている。伊崎のことを実の息子のように気に掛けているが、伊崎にとっては精神的重荷に感じることも少なくない。ひょんなことから知り合った千華子を伊崎の恋人だと勘違いしてしまう。

### その他
玉井 梓（たまい あずさ）〈35〉
演 - 麻生祐未
千華子が勤める職場の先輩で総合職のお局OL。結婚歴なしの独身。性格はキツく、千華子以外の職場の人間からは煙たがられている。本人もそうした状況に限界を感じ、かつて諦めた公認会計士の資格取得にもう一度挑戦しようと考えているところ。千華子は職場で唯一ランチを共にできる友人なのだが、内心は千華子に嫉妬しており対抗心を持っている。後に千華子から伊崎のことについて相談を受けるが、自分も密かに伊崎に興味を持つ。
辻 謙吾（つじ けんご）〈22〉
演 - 賀集利樹
卓の親友。卓の彼女の北村亜沙美を含めた3人で同じ大学に通っている。プレイボーイ気質で女あしらいが上手い。母親を3歳の時に病気で亡くしている。最初は単なるゲーム感覚と野心から8歳年上の千華子を誘惑するつもりだったが、次第に本気で彼女に惹かれていく。
北村 亜沙美（きたむら あさみ）〈19〉
演 - 星野真里
卓の彼女で帰国子女。仕事熱心で相手をしてくれない卓に寂しさを感じ、別れを切り出す。謙吾に好意を持ち始める。

## スタッフ
- 脚本 - 内舘牧子
- 演出 - 佐々木章光・藤尾隆・浅野敦也（テレパック）
- 演出補 - 村上牧人（テレパック）、植本英之、島添亮
- プロデューサー - 矢口久雄（テレパック）
- 音楽 - 栗山和樹
- 協力 - 東通、アックス、緑山スタジオ・シティ、3one
- 制作 - テレパック
- 製作 - TBS

### 制作スタッフ
- プロデュース - 矢口久雄（テレパック）、橋本孝（TBS）
- プロデュース補 - 浅野敦也（テレパック）、平野真也
- 制作担当 - 若山直樹
- 制作主任 - 小野山哲史
- 制作進行 - 馬場三輝、高橋康進、金秀紀
- 記録 - 西川三枝子、目黒亜希子、森本順子
- 仕上進行 - 室井佳代
- 番組宣伝 - 青山仁美（TBS）
- スチール - 井上修二、三浦隆穂
- インターネット - 大前由喜、河合千晶
- スタジオデスク - 新堀智之

### 技術スタッフ
- チーフカメラ - 井澤昭彦（スイット）
- カメラ - 田中文夫、井上久徳、濱道健一
- カメラ助手 - 長浜誠、藤井孝典
- VE - 竹若章
- 照明 - 佐藤友泰（ティ・エル・シー）
- LO - 野村修二、渋谷康治、竹内正信（ティ・エル・シー）
- 音声 - 野口京治（ヴァンシャープ）、渡辺学（TAMCO）
- BOOM - 乙部直樹、小林圭一（TAMCO）
- オフライン編集 - 清水正彦（ビーグル）
- VTR編集 - 稲岡靖
- MA - 浅川広巳（ブル）
- 選曲 - 辻田昇司（エヌ・エス・エル）
- 効果 - 大貫悦男（メディアハウス）

### 美術スタッフ
- 美術製作 - 高田圭三
- 美術デザイン - 竹島哲昌
- 装置 - 岡野浩典（東宝舞台）、藤原孝三、南智章
- 装飾 - 山田孝太郎（東京美工）
- 持道具 - 岩佐麗（京阪商会）
- 衣装 - 山岸幸彦、脇田華奈（東宝コスチューム）
- 化粧 - 柴田ヤス子、渡辺佳子
- メイク - 上田深里、滝波麻子（ストロベリー・キッズ）
- 植木 - 兵頭二郎（アサヒ植木装飾）
- 建具 - 宇野景治郎（マエヤマ）
- 電飾 - 三沢靖明（コマデン）
- 生花 - 遠山徹（花舞台）
- 美術デスク - 宮崎保城

## 主題歌
- 主題歌：SINBA「華」
- 挿入歌：高橋克典「TSUKIKAGE」

## 放送日程
| 各話                                                       | 放送日        | サブタイトル            | 演出       | 視聴率 |
| ---------------------------------------------------------- | ------------- | ----------------------- | ---------- | ------ |
| 第1話                                                      | 2003年1月9日  | 娘の秘密、母の秘密      | 佐々木章光 | 11.8%  |
| 第2話                                                      | 2003年1月16日 | 回りだす崩壊の歯車      | 佐々木章光 | 10.7%  |
| 第3話                                                      | 2003年1月23日 | 母の秘密の修善寺デート  | 藤尾隆     | 12.2%  |
| 第4話                                                      | 2003年1月30日 | 修羅場！夫と愛人が激突  | 藤尾隆     | 11.8%  |
| 第5話                                                      | 2003年2月6日  | 涙…母が別れを決めた夜長 | 佐々木章光 | 12.4%  |
| 第6話                                                      | 2003年2月13日 | 急展開！父の逆襲始まる  | 佐々木章光 | 12.6%  |
| 第7話                                                      | 2003年2月20日 | サカリのついたメス豚    | 藤尾隆     | 13.7%  |
| 第8話                                                      | 2003年2月27日 | 嵯峨野で地獄を見た母娘  | 藤尾隆     | 13.5%  |
| 第9話                                                      | 2003年3月6日  | 殺す…殺す…殺す…殺す…    | 浅野敦也   | 14.1%  |
| 第10話                                                     | 2003年3月13日 | ひとつの命が消える夜…   | 佐々木章光 | 14.2%  |
| 最終話                                                     | 2003年3月20日 | 想像もできない結末…     | 佐々木章光 | 13.3%  |
| 平均視聴率 12.8%（視聴率は関東地区・ビデオリサーチ社調べ） |               |                         |            |        |

## ノベライズ
- 年下の男（原作:内館牧子、ノベライズ:塚橋一道、2003年3月、角川書店、ISBN 978-4048734660）